# Paul Haghedooren
Paul Haghedooren est un coureur cycliste belge, né le 11 octobre 1959 à Courtrai et mort le 9 novembre 1997 à Knokke-Heist. Son décès prématuré est attribué à l'usage d'EPO.
Il devient professionnel en 1982 et le reste jusqu'en 1994. Il y remporte douze victoires.

## Biographie
En 1990, il termine deuxième du Tour de Belgique mais est disqualifié pour avoir été contrôlé positif au test antidopage.

## Palmarès

### Palmarès amateur
- 1979
  - 2e du Circuit du Hainaut
- 1980
  - Circuit du Hainaut
  - 3e du Tour des Flandres amateurs
- 1981
  - 3ea et 3eb (contre-la-montre) étapes du Tour de Flandre-Occidentale
  - Gand-Wervik
  - 2e de la Flèche flamande
  - 2e du Zesbergenprijs Harelbeke
  - 3e du Tour de la Vallée d'Aoste
- 1995
  - 3e étape du Tour de Namur
- 1996
  - 3e étape du Triptyque des Monts et Châteaux
- 1997
  - Champion de Flandre-Occidentale
  - 2e du Grand Prix de Lys-lez-Lannoy

### Palmarès professionnel
| - 1982 - 2e du Tour d'Allemagne - 2e du Grand Prix de Fourmies - 3e de la Flèche wallonne - 1983 - 6e du Tour des Flandres - 7e de Paris-Nice - 1984 - 3e de la Flèche brabançonne - 1985 - Champion de Belgique sur route - Grand Prix Pino Cerami - 2e du Samyn - 3e du Grand Prix d'ouverture La Marseillaise - 1987 - 4e étape du Tour de Grande-Bretagne - Grand Prix Raymond Impanis - 2e de Binche-Tournai-Binche - 2e du Circuit du Houtland - 3e du Circuit de la région linière - 3e du Tour de la Haute-Sambre | - 1989 - 3e du Duo normand (avec Rob Harmeling) - 3e du Grand Prix de la Libération (avec Histor-Sigma) - 1990 - 3e étape de Paris-Nice (contre-la-montre par équipes) - 1991 - 3e étape des Quatre Jours de Dunkerque - 2e étape de Paris-Bourges - 3e du Grand Prix Raf Jonckheere - 1992 - Prix national de clôture - 2e de la Flèche brabançonne - 3e de Binche-Tournai-Binche - 1993 - 5e étape des Quatre Jours de Dunkerque - 3e de la Côte picarde - 3e de Binche-Tournai-Binche - 3e du Circuit de la région linière - 3e du Circuit Mandel-Lys-Escaut - 3e du Grand Prix d'Isbergues |

### Résultats sur les grands tours

#### Tour de France
5 participations
- 1983 : 49e
- 1984 : abandon (11e étape)
- 1985 : 33e
- 1986 : 67e
- 1990 : 106e

#### Tour d'Espagne
2 participations
- 1988 : 34e
- 1992 : 78e